# 나타샤 야로벤코
나타샤 야로벵코(우크라이나어: Наташа Яровенко, Natasha Yarovenko, 1979년 7월 23일 ~ )는 우크라이나의 배우, 모델이다. 스페인에 거주하고 있다.